# Velvary
Velvary (tyska: Welwarn) är en stad i Tjeckien. Den ligger i regionen Mellersta Böhmen, i den centrala delen av landet, 25 km nordväst om huvudstaden Prag. Velvary ligger 191 meter över havet och antalet invånare är 3 084 (2016).
Terrängen runt Velvary är huvudsakligen platt. Velvary ligger nere i en dal. Runt Velvary är det tätbefolkat, med 493 invånare per kvadratkilometer. Närmaste större samhälle är Kladno, 17,6 km sydväst om Velvary. Trakten runt Velvary består till största delen av jordbruksmark.